# Michihiro Yasuda
Michihiro Yasuda (安田 理大, Yasuda Michihiro, Kobe, 20 de dezembro de 1987) é um futebolista profissional japonês, que atua como lateral-esquerdo, atualmente joga no Huesc 19.

## Carreira
Yasuda fez parte do elenco da Seleção Japonesa de Futebol, nas Olimpíadas de 2008.